# Еринии
Ериниите (на старогръцки: Ερινύες) в древногръцката митология са богини на отмъщението. В древноримската митология съответстват на фуриите.
Броят им първоначално не е определен – Омир говори ту за 1, ту за няколко еринии. Еврипид първи ги определя като 3 – Алекто, Тисифона и Мегера.

## Същност
Ериниите са считани за едни от най-древните божества в древногръцката митология. Представяни са като дъщери на мрачните богове Никта и Ереб. Също така има и версия, според която са родени са от кръвта на скопения Уран. 
Изобразявани са като отвратителни старици, както и като злобни девойки, държащи бичове или факли в ръцете си и със заплетени змии в косите си. Ходят облечени в черни дрехи с аленочервени пояси (платнени колани).
В първоначалния си вид те вероятно са свързани с подземната богиня Хеката, предвид това че са описвани, като обитателки на Подземното царство (или на Тартар, където са мъчители на престъпниците) и животинските им и вампирски атрибути: дълъг език, капеща от устите им кръв и гласове, напомнящи рев на животно и кучешки лай.

## Евмениди
В по-късните митове е описано превръщение на злите еринии/фурии в добри божества (но без да загубят силата си да изпълняват предишните си функции). Израз на това е драмата на Орест, описана в пиесата „Евмениди“ на Есхил. Там те преследват Орест за убийството на майка му Клитемнестра (жена на цар Агамемнон от Микена). После в Ареопага (съда на Древна Атина), Атина и Афродита защитават от тях Орест и сестра му Електра. Ериниите се примиряват с новите богове (Олимпийците), след което получават името евмениди (на гръцки: Ευμενίδες– милостиви, благосклонни). Така сменят злобната си същност и от еринии (безумни) хтонични божества, пазещи правата на мъртвите, стават покровителки на законността. По-късно ги наричат семни („достопочтенни“) и понти („могъщи“). 
Същевременно за Орест и Електра има и други митове, сред които отразения в пиесите за съдбата на Ифигения, в които ериниите го преследват до Таврида и там тази жрица - негова сестра му помага.